# Liparis clypeolum
Liparis clypeolum är en orkidéart som först beskrevs av Johann Georg Adam Forster, och fick sitt nu gällande namn av John Lindley. Liparis clypeolum ingår i släktet gulyxnen, och familjen orkidéer.
Artens utbredningsområde är Sällskapsöarna. Inga underarter finns listade i Catalogue of Life.